# Musée de l'Holocauste de Los Angeles
Le musée de l'Holocauste de Los Angeles, ou Holocaust Museum LA, anciennement connu sous le nom de Los Angeles Museum of the Holocaust, est un musée situé dans le Pan Pacific Park, dans le quartier de Fairfax à Los Angeles, en Californie. Fondé en 1961 par des survivants de l'Holocauste, il est le plus ancien musée de ce type aux États-Unis. 

## Histoire
Le Musée de l'Holocauste de Los Angeles est le plus ancien musée fondé par des survivants de l'Holocauste aux États-Unis. Son bâtiment souterrain ouvre dans le Pan Pacific Park en octobre 2010, où il a depuis accueilli plus de 250 000 visiteurs.

## Architecture

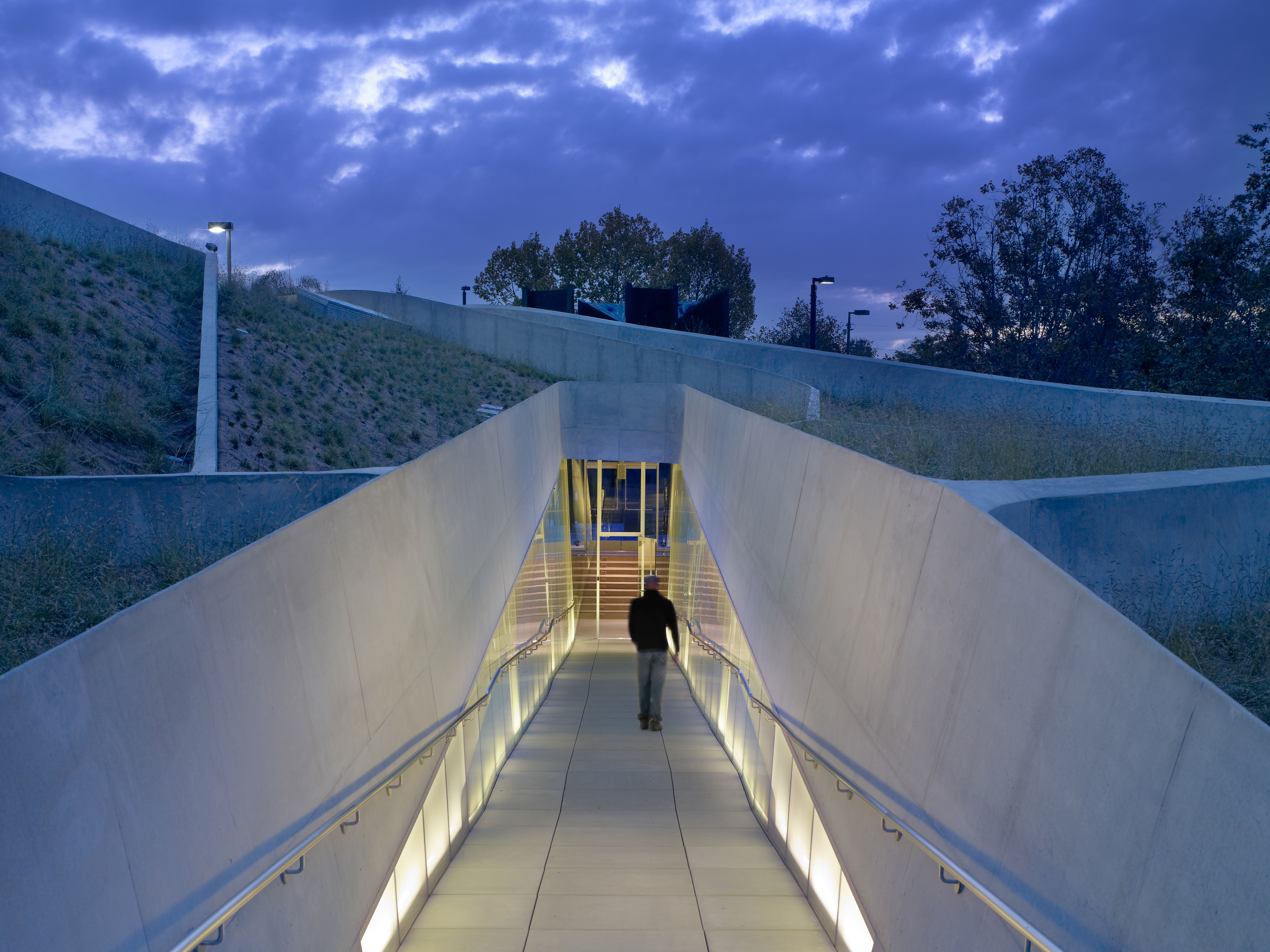
Holocaust Museum LA.

En 2010, sous la houlette de Randy Schoenberg, ancien membre du conseil d'administration, le musée emménage dans sa maison permanente conçue par l'architecte Hagy Belzberg.
L'architecture du musée l'intègre dans le paysage du parc environnant.
Le musée est divisé en trois espaces : l'espace intérieur du musée, le Mémorial des enfants de la Fondation de la famille Goldrich et le Mémorial des martyrs en plein air.

## Expositions
- L'Arbre du témoignage : en collaboration avec la USC Shoah Foundation, le Holocaust Museum LA a installé une sculpture vidéo de 70 écrans qui présente les 52 000 témoignages de survivants de la base de données USC Shoah. Les visiteurs peuvent utiliser leurs audioguides pour écouter l'un des 70 témoignages mis en avant. Comme il y a plus de 50 000 histoires et seulement 70 écrans, chaque survivant est assuré d'être présenté au moins une fois par an, ce qui permet à chaque visiteur de découvrir un témoignage différent[5],[6],[7].
- Le Modèle de Sobibor : Sobibor était l'un des six principaux centres d'extermination établis par les nazis et faisait partie du plan de l'opération Reinhard visant à assassiner tous les Juifs de Pologne. Le survivant Thomas Blatt a construit une maquette du centre de Sobibor de mémoire, et elle est exposée en permanence au musée de l'Holocauste de Los Angeles. Un écran vidéo situé au-dessus de la maquette permet à Thomas Blatt de parler de son expérience dans le camp[2].
- Symbols of Hate[8].
- Childhood Left at the Station[9].
- Children's Memorial[10].

## Collections
- To Paint is to Live: Erich Lichtblau-Leskly[11].
- Auschwitz Artifacts[10].